# Преузимање испуњења
Преузимање испуњења је уговор који закључују дужник и треће лице (преузималац), којим се трећи обавезује дужнику да ће испунити његову обавезу према повериоцу. Преузималац има обавезу само према дужнику.
Овај уговор не производи правно дејство према повериоцу. Поверилац има право да захтева исплату дуга само од дужника, нема никаква права према трећем лицу. Код преузимања испуњења нема промене у личности дужника.
Правно дејство преузимања испуњења:
Овај уговор производи правно дејство само између дужника и преузимаоца. 
Преузималац се обавезује према дужнику да ће испунити његову обавезу према повериоцу и због тога прузималац одговара дужнику ако благовремено не испуни обавезу према повериоцу, те овај затражи испуњење од дужника. 
Одговорност преузимаоца дужнику односи се на нарасле трошкове, камате, трошкове спора. Обим одговорности трећег лица уређује се на основу садржаја уговора о преузимању испуњења, а у одсуству уговорних клаузула, на основу општих правила.
Начелно, поверилац може али не мора да прими испуњење од неког трећег лица. Постоје и случајеви када поверилац мора да прими испуњење:
1. Уколико треће лице има неки правни интерес због којег хоће дуг исплатити, поверилац је дужан да прими испуњење чак и ако се дужник томе противи:
а. случај кад јемац хоће да исплати дуг
б. случај кад сопственик заложене ствари хоће да исплати дуг
2. Код преузимања испуњења (уз сагласност дужника). Ово случај кад је неко лице закључило с дужником уговор о преузимању испуњења, дакле сагласност дужника логично постоји јер је и склопљен уговор о преузимању испуњења. Поверилац је дакле дужан примити испуњење кад год се дужник с тим сагласи. Изузимају се они случајеви када је дужник према уговору или природи обавезе дужан да обавезу испуни лично (нпр. intuitu personae уговори).
Поред главног случаја, односно, уговора о преузимању испуњења, постоји могућност да до преузимања исплате дође и конверзијом уговора о преузимању дуга. Преузимање дуга се конвертује у преузимање испуњења ако поверилац одбије да да пристанак. Тада преузимање дуга производи правна дејства преузимања испуњења. Ово важи и за период док се чека да поверилац да пристанак.
Код преузимања дуга мења личност дужника а код преузимања испуњења дужник остаје исти. Затим, за преузимање дуга неопходан је пристанак повериоца а за преузимање испуњења пристанак се не тражи. Код преузимања дуга преузималац ступа на место ранијег дужника и он се ослобађа обавезе а код преузимања испуњења те појаве нема.